# Obere Burg (Kuchenheim)
Die Obere Burg im Euskirchener Stadtteil Kuchenheim war eine Niederungsburg aus dem 14. Jahrhundert. Von ihr sind noch der dreigeschossige Eckturm aus dem 15. Jahrhundert sowie Mauerfundamente, ein historisches Brückenfundament und der Burggraben erhalten.

Heute befindet sich in unmittelbarer Nachbarschaft zu den Überresten der Burg das „Museumsgästehaus Mottenburg“ des LVR-Industriemuseums Euskirchen – Tuchfabrik Müller.

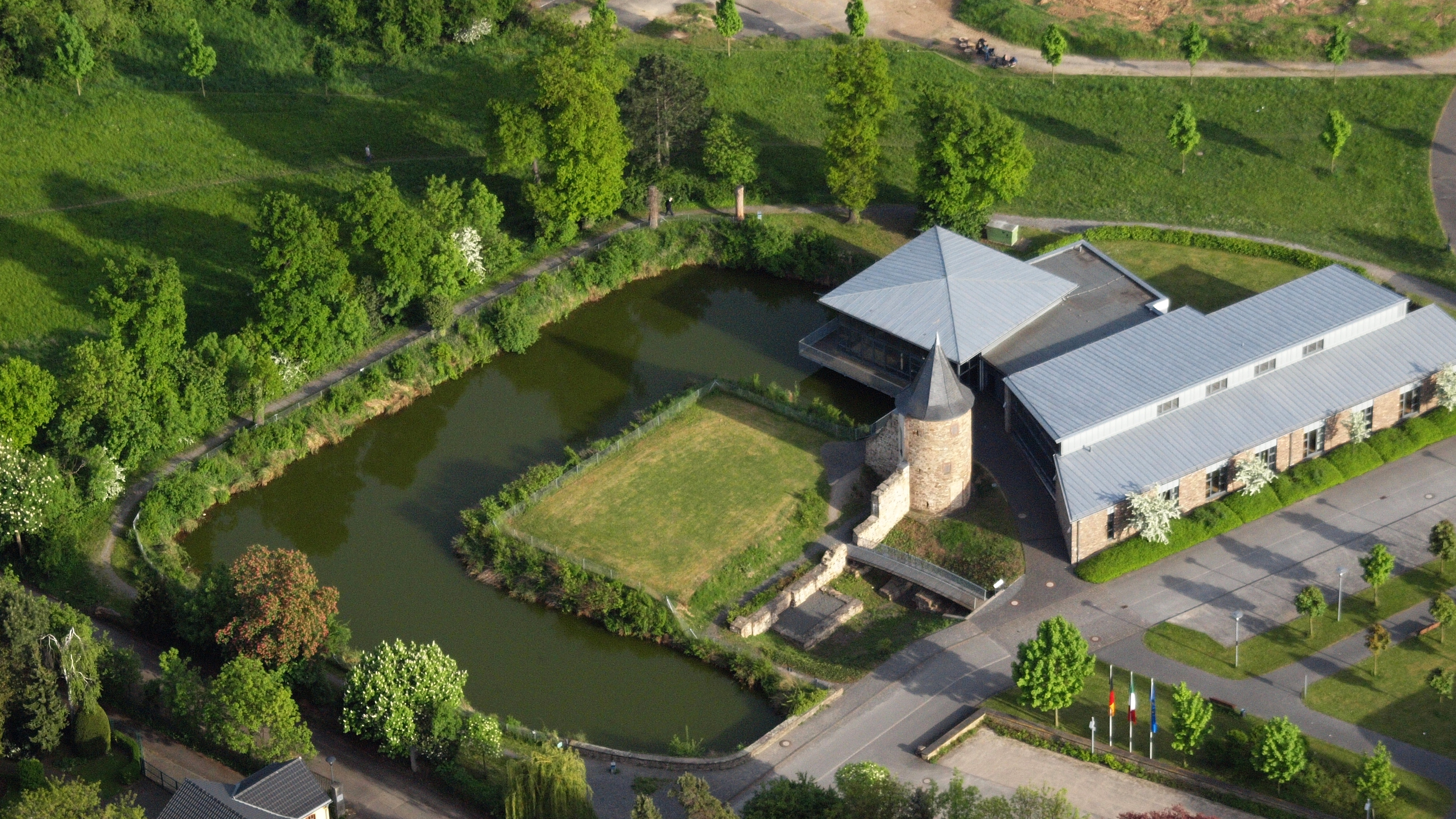
Obere Burg (Kuchenheim), Luftaufnahme (2015)

## Geschichte

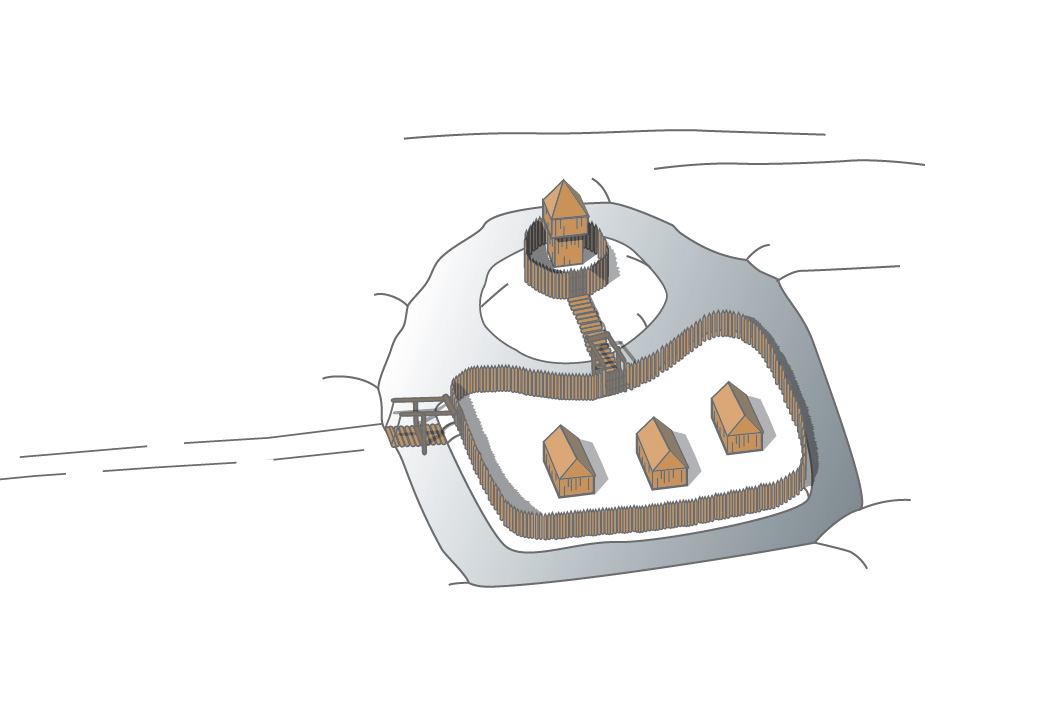
So könnte die erste Anlage, eine so genannte Motte, im 11./12. Jahrhundert ausgesehen haben: Vor dem Wehrturm auf dem Motten-Hügel befand sich vermutlich eine zweite, gesicherte „Insel“ mit dem Wohn- und Wirtschaftsbereich.

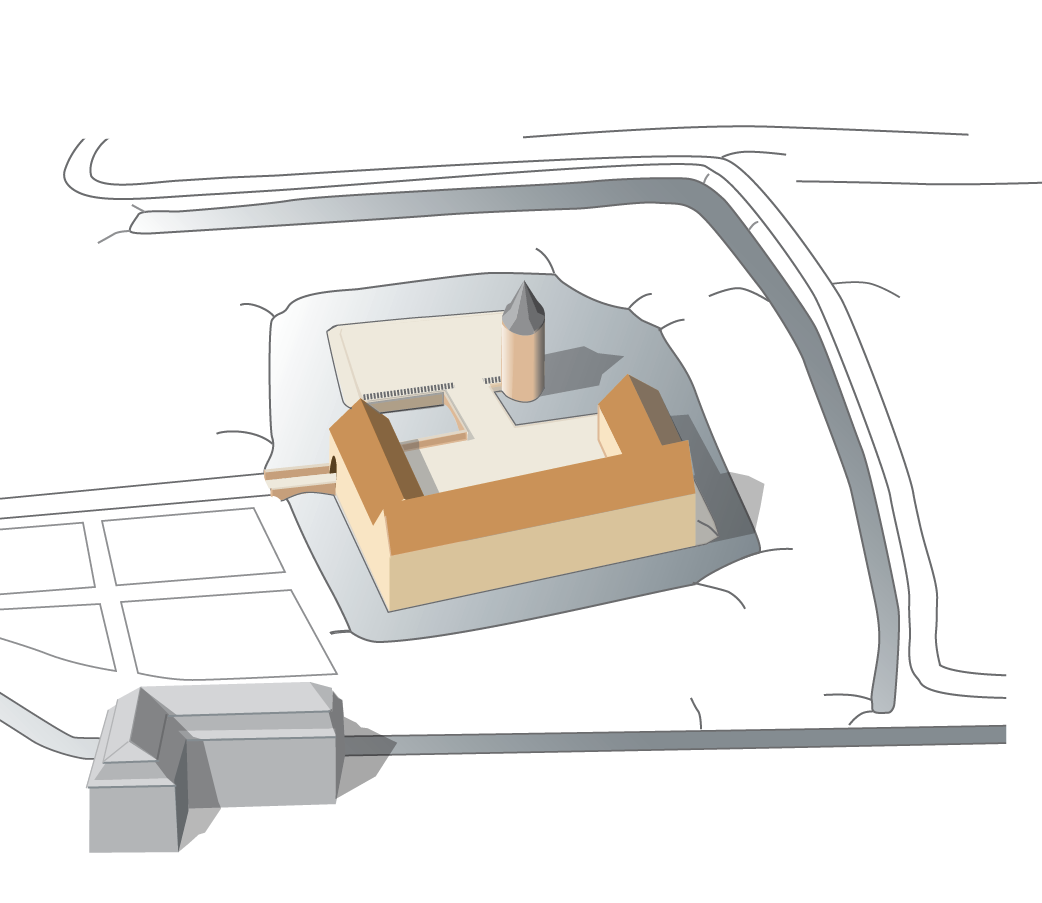
Vermutlicher Zustand der Burganlage 1820. Im Vordergrund am Erftmühlenbach die 1801 erbaute Papierfabrik Fingerhut, aus der später die Tuchfabrik Müller wurde

Auf dem Gelände des LVR-Industriemuseums befinden sich Fragmente der „Oberen Burg“, die 1259 als „castrum Cugenheim“ erwähnt wurde. Archäologische Grabungsfunde lassen darauf schließen, dass hier schon vorher, nämlich im 11./12. Jahrhundert, eine so genannte Motte existiert hat: eine Turmhügelburg, ein Wehrturm aus Holz auf einem aufgeschütteten Hügel – umgeben von einem Wassergraben.

Im Mittelalter hatte die – nun aus Bruchsteinen erbaute – Burg mit ihrer Grenzlage in der Nähe zum Herzogtum Jülich eine wichtige strategische Bedeutung. Die Burganlage bestand ursprünglich – wie viele Wasserburgen im Rheinland aus dieser Zeit – aus zwei, durch einen Wassergraben getrennten Teilen. Bei einer Ausgrabung durch das Rheinische Amt für Bodendenkmalpflege wurden 2004 mehrere Mauerzüge freigelegt, die den Turm als Bestandteil eines gemauerten Herrschaftshauses zeigen.
Der vermutete Turm auf der linken Seite der Vorderfront war nicht nachzuweisen. Vor der Hausfront verlief ein etwa neun Meter breiter und bis zu 2,40 Meter tiefer Wassergraben, der lange Zeit als „Müllgrube“ genutzt wurde. Aus ihm wurden zahlreiche Funde geborgen: Scherben von Tischgeschirr aus dem 14. bis 18. Jahrhundert, Tierknochen, kleine Bronzeteile, Fensterglas, Leder sowie Muscheln aus dem Atlantik. Die Funde lassen auf einen gehobenen Lebensstandard auf dem kleinen rheinischen Adelssitz schließen. Über den Graben führte eine steinerne Brücke auf das Herrschaftsgebäude zu, von der drei Pfeiler erhalten sind. Diese fußen auf mächtigen Eichenhölzern einer Vorgängerbrücke. Das älteste Holz datiert den Brückenbau auf 1442, zwei etwas jüngere Hölzer (Fällungsjahr um 1470) gehören vermutlich zu einer Reparaturphase.

Der Burgbesitz war bis 1755 Kölner Lehen und wechselte zwischen verschiedenen Adelsfamilien; seit 1755 ging der Besitz in bürgerliche Hände über. Jacob Koenen kaufte 1851 von den Erben Fingerhuth die Obere Burg und richtete in deren ausgedehnten Räumlichkeiten, die bis dahin der Papierfabrikation gedient hatten, seinen aufblühenden Betrieb – mit mehr als 30 „Spinnern“ und „Webern“ – zur Herstellung von Koenentuchen ein. Unter der Leitung von Carl Koenen, Sohn von Jakob Koenen, stieg die Zahl der Mitarbeiter der Tuchfabrik Jakob Koenen bis 1939 auf 330 und später auf 1.024 (1958). In den 1960er Jahren folgte die Textilkrise, die in den 1970er Jahren die Einstellung der Produktion bewirkte. 1982 folgte dann die endgültige Schließung der Tuchfabrik Jakob Koenen.
Im Jahre 2001 erwarb der Landschaftsverband Rheinland das Gelände, um umfangreiche Ausgrabungen zu tätigen und ein Museumsgästehaus für das benachbarte „Rheinische Industriemuseum“ (heute: LVR-Industriemuseum) zu errichten.

## Ausgrabung und heutige Nutzung
Nach den Ausgrabungen 2004 durch das Rheinische Amt für Bodendenkmalpflege sicherte der Landschaftsverband Rheinland 2006 die Mauerfundamente, befüllte den Wassergraben wieder, richtete den Burghügel in Anlehnung an die typische Form einer Motte her und errichtete über das historische Brückenfundament eine moderne, schmale Brücke. Auf diese Weise wurde die weitgehend zerstörte Burganlage ansatzweise wieder ablesbar.

In unmittelbarer Nachbarschaft zum LVR-Industriemuseums-Standort Tuchfabrik Müller wurde das „Museumsgästehaus Mottenburg“ errichtet, das Schulklassen einen mehrtägigen Aufenthalt mit pädagogischem Programm rund um die Themen des Museums erlaubt. Die Ziegelsteine für das moderne Gästehaus stammen aus dem Abriss der ruinösen Gebäude der ehemaligen Tuchfabrik Koenen, die früher auf diesem Gelände stand.